# Marc Antonio Ingegneri
Marc Antonio Ingegneri (ur. ok. 1547 w Weronie, zm. 1 lipca 1592 w Cremonie), włoski kompozytor.
Ingegneri w młodości śpiewał w chórze chłopięcym w katedrze w Weronie. Od ok. 1570 roku przebywał w Cremonie, gdzie kilka lat później został maestro di cappella w tamtejszej katedrze (funkcję tę pełnił już do końca życia). Przyjaźnił się z biskupem Niccolò Sfondrati, późniejszym papieżem Grzegorzem XIV.
Ingegneri znany jest przede wszystkim z tego, iż był przez pewien okres nauczycielem Claudio Monteverdiego oraz ze skomponowania wielu madrygałów, z których część uważa się dziś za dzieła ciekawe i interesujące.
W swych utworach Ingegneri kładł nacisk na słowa, ale z zachowaniem prymatu konstrukcji muzycznej. Najbardziej znanymi religijnymi kompozycjami Ingegneriego są przeznaczone na Wielki Tydzień Responsoria, które przez długie lata były przypisywane Palestrinie, aż do roku 1898, kiedy odkryto ich oryginalne wydanie.